# Gregor Richter (Domkapitular)
Gregor Richter (* 29. April 1874 in Grüsselbach; † 23. Januar 1945 in Fulda) war ein deutscher römisch-katholischer Theologe, Philosoph und Historiker, der vor allem durch seine Forschungen zur Frühgeschichte der Stadt und des Landkreises Fulda auch überregional bekannt geworden ist.

## Leben
Gregor Richter wurde 1874 als fünftes von insgesamt zwölf Kindern von Christoph Richter und dessen Ehefrau Hilaria Richter, geb. Wehner, geboren. Die Familie stammte aus einfachen Verhältnissen und bestritt ihren Lebensunterhalt durch Landwirtschaft und Schafzucht. Richters Großvater war als Gemeindeschäfer nach Grüsselbach gekommen, einem Ortsteil der Gemeinde Rasdorf bei Fulda. Nach einigen Jahren Volksschule wurde Richter eine Ausbildung an der Lateinschule in Geisa, Thüringen, ermöglicht. Sein Förderer war der Rasdorfer Kaplan und spätere Pfarrer Franz Herzig, dem Richter aus Dankbarkeit 1913 seine Schrift über Gregor Witzel widmete.
Nach dem Abschluss der Lateinschule wechselte Richter auf das Gymnasium in Fulda, wo er 1892 sein Abitur ablegte. Danach besuchte er das Priesterseminar in Fulda, wo er sich neben der Theologie vor allem auch der Philosophie und Geschichte widmete. Nach dem erfolgreichen Abschluss seines Studiums im Sommersemester 1896 erfolgte seine Priesterweihe im November des gleichen Jahres. Er wirkte danach als Kaplan in der Fuldaer Stadtpfarrkirche, wechselte jedoch bereits im Dezember 1897 nach Freiburg im Breisgau, wo er mit bischöflichem Auftrag weitere Studien mit Schwerpunkt Kirchengeschichte aufnahm.
Im Februar 1899 erlangte er die Doktorwürde mit seiner Arbeit über das frühe Kloster Fulda. Bereits im Juli 1899 folgte dann auch seine Promotion zum Doktor der Theologie. Richter beschäftigte sich schwerpunktmäßig mit der Frage der Epikie.
Kurz nach seiner Rückkehr nach Fulda wurde Richter zunächst zum Chorvikar ernannt und im Oktober 1900 zum Professor am Fuldaer Priesterseminar für Kirchengeschichte, Kirchenrecht, Kunstgeschichte und Patrologie berufen.

## Tätigkeit als Historiker
1904 übernahm Richter die Leitung der Seminarbibliothek des Fuldaer Priesterseminars. Er ordnete und katalogisierte die Bestände neu und förderte bei seinen Arbeiten viele bis dato unbeachtete Dokumente zur Geschichte des Klosters und der Stadt Fulda zu Tage. Ab 1904 war er Herausgeber der Fuldaer Geschichtsblätter und übte diese Tätigkeit – mit Ausnahme der Kriegsjahre des Ersten Weltkriegs – durchgängig bis zum Ausbruch des Zweiten Weltkriegs aus. Insgesamt veröffentlichte er hier auch 95 eigene Beiträge unter seinem Namen.
Zu seinen Forschungsschwerpunkten zählen neben der Frühzeit des Klosters Fulda und dessen Gründer Bonifatius auch einzelne Persönlichkeiten im Kontext der Fuldaer Regionalgeschichte wie Sturmius, Rabanus Maurus, der Fuldaer Fürstbischof Adalbert von Harstall, der Humanist Ulrich von Hutten und der Universalgelehrte Athanasius Kircher.
In späteren Jahren war Richter als Domkustos verantwortlich für den Domschatz und das Dommuseum und war Mitglied sowohl der Bezirkskommission zur Erhaltung und Erforschung der Denkmäler im Regierungsbezirk Kassel als auch Mitglied der Historischen Kommission für Hessen und Waldeck.

## Weiteres Wirken
Neben seinen Forschungen widmete sich Richter auch weiterhin seelsorgerischen Tätigkeiten. Von 1904 bis 1907 betreute er eine Kirchengemeinde in Künzell. Etwa zur gleichen Zeit engagierte er sich auch im St.-Raphaels-Verein der Diözese Fulda, einem Unterstützungsverein für Auswanderer nach Übersee.
Im Jahre 1926 verlieh ihm, der er im Jahr zuvor Domkapitular geworden war, Papst Pius XI. für seine langjährigen Verdienste um die Kirche den Ehrentitel Monsignore und ernannte ihn zum Päpstlichen Geheimkämmerer. Von 1931 bis 1937 war Richter außerdem Vorsitzender des Fuldaer Diözesangerichtes und beschäftigte sich in dieser Tätigkeit vor allem mit Eheprozessen.

## Krankheit und Tod
Gregor Richter litt viele Jahre an Diabetes mellitus, die ihm vor allem seit Beginn des Zweiten Weltkriegs zunehmend Beschwerden bereitete. Ende 1944 erkrankte er an einem komplizierten Geschwür am Kopf. Ein medizinischer Eingriff brachte keine dauerhafte Verbesserung seines Gesundheitszustandes und so verstarb er am Mittag des 23. Januar 1945 in Fulda. Er wurde auf dem neuen städtischen Friedhof in Fulda beigesetzt.

## Werke (Auswahl)
- Die ersten Anfänge der Bau- und Kunstthätigkeit des Klosters Fulda; zugleich erster Teil einer Kunstgeschichte des Klosters Fulda. Fulda, 1900.
- Der französische Emigrant Gabriel Henry und die Entstehung der katholischen Pfarrei Jena-Weimar (1795–1815): Ein Beitrag zur Geschichte der katholischen Diaspora in Thüringen. Fulda, 1904.
- Die adeligen Kapitulare der Stifts Fulda seit der Visitation der Abtei durch den päpstlichen Nuntius Petrus Aloysius Carafa (1627–1802). Fulda, 1904.
- Statuta maioris ecclesiae Fuldensis: ungedruckte Quellen zur kirchlichen Rechts- und Verfassungsgeschichte der Benediktinerabtei Fulda. Fulda, 1904.
- Festgabe zum Bonifatius-Jubiläum 1905. Fulda, 1905 (mit Carl Scherer).
- Die Säkularisation des Kollegiatstifts Rasdorf. Fulda, 1905.
- Ein Reliquienverzeichnis der Fuldaer Stiftskirche aus dem XV. Jahrhundert. Fulda, 1907.
- Auszug aus dem Accessionsjournal [der] (Bibliothek des Priesterseminars zu Fulda) Ostern 1905 bis Ostern 1908. Fulda, 1908.
- Eine Predigt und ein Gedicht zur Vollendung des Fuldaer Domes <1712>. In: Hermann von Roques (Hrsg.): Kloster Kaufungen in Hessen. Fulda, 1910. o. S.
- Die bürgerlichen Benediktiner der Abtei Fulda von 1627 bis 1802 nebst den Statuten des Konvents ad s. Salvatorem vom 25. Februar 1762. Fulda, 1911 (mit Friedrich W. Hack).
- Die Domkirche zu Fulda – Festpredigt gehalten bei der Feier des 200jährigen Jubiläums ihrer Konsekration am 3. November 1912. 1712–1912. Fulda, 1912.
- Zur Reform der Abtei Fulda unter dem Fürstabte Johann Bernhard Schenk von Schweinsberg (1623–1632) (=Quellen und Abhandlungen zur Geschichte der Abtei und der Diözese Fulda, 6). Fulda, 1915.
- Kriegsleistungen des Klosters Fulda im frühen Mittelalter. Fulda, 1916.
- Isidor Schleicherts Fuldaer Chronik 1633–1833. Fulda, 1917.
- Der Plan der Errichtung einer katholischen Universität zu Fulda im neunzehnten Jahrhundert. Fulda, 1922.
- Das Bistum Fulda. Fulda, 1930.
- Die Studentenmatrikel der Adolphsuniversität zu Fulda (1734–1805) (=Veröffentlichung des Fuldaer Geschichtsvereins, 15). Fulda, 1936. Digitalisat